# 登蘇什鄉
45°35′N 22°48′E / 45.583°N 22.800°E
登蘇什鄉（羅馬尼亞語：Comuna Densuș, Hunedoara），是羅馬尼亞的鄉份，位於該國西部，由胡內多阿拉縣負責管轄，面積136平方公里，海拔高度568米，2007年人口1,624，人口密度每平方公里12人。